# Hide and Seek (The Birthday Massacre)
Hide and Seek es el quinto álbum de estudio de la banda canadiense de rock gótico The Birthday Massacre.

## Trasfondo
En un comunicado de prensa, el álbum fue descrito por la banda como "más obscuro" que sus trabajos anteriores en cuanto a las letras, una cualidad que le fue atribuida debido a la tensión y una urgencia apresurada durante los procesos de grabación y escritura. Fue en este proceso de grabación que Chibi, la vocalista, había desarrollado pólipos, lo cual, deliberadamente, alteró un poco la calidad de su voz al final de las grabaciones. En una entrevista con Auxiliary Magazine, la temática del álbum se describió como levemente basada en las fascinaciones de Chibi por los crímenes sin resolver, la idea de la ciudad y la muerte, particularmente, un crimen sobre una niña perdida treinta años atrás. La canción "Leaving Tonight" en particular, esta parcialmente inspirada por el rapto y asesinato de Christine Jessop.

## Lanzamiento y promoción
el 3 de octubre de 2012 se lanzó la canción "Down", poniéndola a disponibilidad para descargar gratuitamente a través de rcrdlbl.com. 
El mismo día, una pieza instrumental llamada "Night Shift" fue lanzada a través de Rue Morgue, tema que utilizaron para su reciente gira como introducción de su set.
El 5 de octubre de 2012, el álbum entero fue puesto a disponibilidad para escucharlo de manera gratuita a través de la revista Revolver desde la cuenta de SoundCloud de su disquera, Metropolis Records.
El 9 de octubre de 2012, el álbum fue lanzado mundialmente a través de Metropolis Records en formato CD, descarga digital y una edición especial en vinil.

## Recepción
El álbum fue recibido mayoritariamente con críticas positivas, tanto por los fanes como por críticos profesionales. Jonathan Barkan de Bloody Disgusting calificó al álbum como "otro ganador", comentanto, "Aunque Hide and Seek es criminalmente corto, es también un pegajoso y muy adictivo material, el cual me mantuve escuchando una y otra vez a pesar de haber escuchado todas las pistas con anterioridad". D. Gabrielle Jensen de Blogcritics calificó al álbum como "consistentemente bueno de principio a fin, haciendo que la elección de alguna canción favorita sea algo casi imposible"; aludiendo a críticas anteriores, ella comentó que el álbum pudo haberse visto beneficioado si se le hubieran añadido dos o tres canciones más, ya que sintió que el álbum termina demasiado pronto. Comparado con álbumes anteriores, Gregory Burkart de FEARnet comentó "...puedes encontrarte siendo llevado a un muy oscuro lugar gracias a las letras, que te dejan pensativo además de la sombría atmósfera, traída de sus anteriores trabajos, haciendo de este álbum algo que tu esperarias". COMA Magazine y ReGen Magazine dieron críticas mixtas, alabando la madurez que alcanzó la voz de Chibi, los temas manejados y la producción, pero citando que el álbum aun maneja una "fórmula familiar". Y en una crítica más agresiva, Miranda Yardley de Terrorizer describió al álbum como "olvidable", haciendo énfasis en que el álbum se tornó más pop, pero sin ninguno de los elementos que hacen de la música pop algo memorable.

## Lista de canciones
Todas las canciones escritas y compuestas por Chibi, Rainbow and M. Falcore, except where noted.. 
| N.º | Título                                                    | Duración |  |
| 1.  | «Leaving Tonight»                                         | 3:29     |  |
| 2.  | «Down»                                                    | 3:47     |  |
| 3.  | «Play with Fire» (coescrita con Aaron Cunningham de SINS) | 3:47     |  |
| 4.  | «Need»                                                    | 3:31     |  |
| 5.  | «Calling»                                                 | 3:31     |  |
| 6.  | «Alibis»                                                  | 3:28     |  |
| 7.  | «One Promise»                                             | 3:56     |  |
| 8.  | «In This Moment»                                          | 4:33     |  |
| 9.  | «Cover My Eyes»                                           | 3:21     |  |
| 10. | «The Long Way Home»                                       | 2:16     |  |

Notas
- "Calling" cuenta con elementos de "God Given" de Nine Inch Nails.
- "Play with Fire" fue acreditada como "Written by 'Wight Eyes' - (Rainbow y Aaron Cunningham)" Esta canción es notablemente la primera después de mucho tiempo donde colabora en las letras alguien externo a la agrupación.

## Créditos
The Birthday Massacre
- Chibi - voz
- Rainbow - guitarra rítmica
- Falcore - guitarra líder
- Rhim - batería
- Owen - teclados
- Nate Manor - bajo

Producción
- Dave Ogilvie - Mezclas
- Kevin James Maher - programación

## Puntuaciones
| Listas                            | Posición |
| --------------------------------- | -------- |
| Billboard Billboard 200           | 138      |
| Billboard Dance/Electronic Albums | 7        |
| Billboard Top Heatseekers         | 3        |
| Billboard Independent Albums      | 36       |